# Comité d'enquête sur le coût et le rendement des services publics
Le comité d'enquête sur le coût et le rendement des services publics (CECRSP) est une ancienne institution associée à la Cour des comptes, succédant au comité central d'enquête sur le coût et le rendement des services publics créé en 1946. Il « recherche et propose les mesures propres à réduire le coût et à améliorer la qualité et le rendement des services des ministères, des établissements publics, des collectivités locales et des organismes de toute nature chargés d'assurer un service public ».
Placé initialement auprès du Premier ministre, ce comité est placé, par le décret du 20 mai 2010, auprès du Premier président de la Cour des comptes. 
Le comité d'enquête sur le coût et le rendement des services publics (défini par l'article D320-1 du Code des juridictions financières) est supprimé par l'article 180 du décret no 2017-671 du 28 avril 2017.